# Flipper et Lopaka
Flipper et Lopaka (Flipper und Lopaka) est une série télévisée d'animation australienne en 78 épisodes de 24 minutes diffusée entre 1999 et 2005 sur Junior.
En France, elle a été diffusée à partir du 12 avril 2000 sur TF1 dans TF! Jeunesse dans la case TF! Mercredi.
En 2008, Studio 100 fait acquisition de la société allemande EM.Entertainment qui était jusqu'alors propriétaire de la série télévisée,.

## Synopsis
La série raconte l'histoire d'un enfant (Lopaka) habitant sur une île avec son village, qui nage dans l'océan pour parler avec ses amis marins dont le dauphin (Flipper) et qui leur arrivent plein d'aventures à cause de la pieuvre (Dexter).

## Épisodes

### Première saison (1999)
1. Quetzo la cité perdue
2. Les Secrets de Quetzo
3. Le Volcan
4. La Baleine blanche
5. Le Cadeau de Lopaka
6. La Revanche
7. Le gentil requin
8. Le Serpent de mer
9. Les îles de glace
10. Attention action !
11. Être roi un instant
12. Le Frère de Kapuna
13. Le petit poisson bleu
14. La Nappe de pétrole
15. Le Cirque
16. La Piqûre du poisson pierre
17. L'Arme secrète
18. Le Mariage de Dexter
19. La Digue
20. Une partie de fin-ball
21. La Flamme sacrée
22. La Fugue de Bolo
23. Les Joies du surf
24. Le Piège
25. Le Monstre de Quetzo
26. Le Retour

### Deuxième saison (2001)
1. L'île mystérieuse
2. Le démon de Tabou
3. L'Éclipse
4. Le Secret des sept cristaux
5. Bouffie, le virtuose
6. La chasse au trésor
7. Le concours de surf
8. Le concours d'aviation
9. Dexter est allergique
10. Le remède magique
11. Le terrible titan de Tabou
12. La caverne de crystal
13. Le Dinosaure
14. La larme de sirène
15. Le dragon de mer
16. Tempête sur Iloka
17. La soupe foudroyante
18. La Course
19. Le Carnaval
20. Les Visiteurs
21. La Légende du capitaine Coutelas
22. La glace et le feu
23. Flipper et son jumeau
24. Vacances à Iloka
25. Miroir, miroir !
26. Le précieux secret

### Troisième saison (2005)
1. La source thermale
2. Les pirates des temps modernes
3. Bolo, l'insubmersible
4. Le concours de jeunes talents
5. Le passage de la méduse
6. L'enlèvement de Kiko
7. Fouilles en eaux troubles
8. Question de confiance
9. Les bâtons, volcaniques !
10. Le requin Gargantua
11. Le retour du roi
12. Un sortilège foudroyant
13. L'inondation
14. L'arme secrète de Dexter
15. L'armée de gargouilles
16. Le cyclone tropical
17. L'épreuve du courage
18. Les Croquenpoisses
19. La capsule spatiale
20. Dendacier
21. Lulu la rue
22. Le faux trident
23. Delphine, le mérou
24. Les retrouvailles
25. Une voix à tout casser
26. Ami pour la vie

## Personnages principaux

### Flipper
Flipper est un jeune dauphin bleu au ventre blanc. Il a sauvé Lopaka de la noyade un soir d'orage et est devenu son meilleur ami. Prince de la cité de Quetzo, il la gouverne quasiment seul car ses parents sont rarement là. Il est également ami avec Ultra, Oti (une loutre), Ray (une raie manta) et Bouffi (un poisson-globe).

### Lopaka
Lopaka est un jeune Polynésien habitant sur l'île d'Iloka. Depuis que Flipper l'a sauvé de la noyade, il a le pouvoir de comprendre les animaux marins et de respirer sous l'eau, pouvoir qu'il perd brièvement lors de l'épisode 78, "Amis pour a vie". On sait qu'il a un père constructeur de canoës, mais on ignore où est sa mère (même si l'on peut supposer qu'elle est morte). Il est le meilleur ami de Flipper, mais est également ami avec Ultra, Bouffi (un poisson-globe), Ray (une raie manta), Oti (une loutre), Bolo, Nola (deux insulaires de son âge) et Spike (le fils d'une scientifique).

### Dexter
Dexter est une pieuvre violette. Ennemi juré de Flipper et Lopaka, il passe son temps à inventer des stratagèmes pour tenter de prendre le pouvoir à Quetzo. On sait qu'il a été banni de Quetzo il y a longtemps, mais on en ignore la raison. Il est aidé à la réalisation de ses plans par trois requins et Sornette, un serpent de mer. Il a une sœur nommé Dolorès.

### Bouffi, Oti et Ray
Bouffi est un poisson globe peureux qui gonfle au moindre bruit.Oti est une loutre violette (en anglais la loutre  ce dit thé otter ,d'où son nom)Ray est une raie pastenague verte ....

### Ultra
Ultra est un dauphin femelle rose à ventre blanc, ayant des marques violettes sur les yeux et les flancs, et n'apparaissant que dans la saison 3. Elle a été capturée par des scientifiques quand elle était jeune, puis utilisée par les pirates. Elle devient amie avec Flipper en le faisant sortir d'une grotte. Elle retrouve ses parents et sa petite sœur Delta dans l'épisode 76, "Les retrouvailles". Elle est amie avec Flipper, Lopaka, Bouffi, Oti et Ray.

## Voix françaises
- Philippe Allard : Lopaka
- Frederik Haùgness : Flipper
- Peppino Capotondi : Dexter et le capitaine Crabe
- Andre Pauwels  : Kapuna
- Monique Clemont  : Nola
- Véronique Fyon  : Spyke
- Mathieu Moreau : Voix additionnelles

## DVD
Flipper et Lopaka existe en DVD et jeux vidéo.